# So Long
"So Long" (Até mais) é uma canção do grupo pop sueco ABBA, lançado como o primeiro single do álbum ABBA. Foi acompanhada por "I've Been Waiting for You". "So Long" foi escrita por Björn Ulvaeus e Benny Andersson, com vocais de Agnetha Fältskog e Anni-Frid Lyngstad. O ABBA e seu empresário, Stig Anderson, decidiram lançar esta faixa em vez de "I've Been Waiting For You" ou "SOS", simplesmente porque eles queriam mostrar seus estilos diferentes de música. "So Long" deu ao ABBA seu pior desempenho gráfico internacional, embora tenha sido um sucesso na Suécia, Áustria e Alemanha Ocidental. No Reino Unido, não conseguiu alcançar o Top 50, chegando na 91ª posição.

## Faixas

### Single internacional
- A. "So Long"
- B. "I've Been Waiting For You"

### Single australiano
- A. "So Long"
- B. "Hasta Mañana"

## Posições nas paradas musicais
| Parada musical (1974)           | Posição |
| ------------------------------- | ------- |
| Paradas musicas da Áustria      | 3       |
| Paradas musicais da Suécia      | 7       |
| Paradas musicais da Alemanha    | 11      |
| Paradas musicais da Bélgica     | 29      |
| Paradas musicais da França      | 64      |
| Paradas musicais do Reino Unido | 91      |

## Versão cover
- A banda tributo Gabba gravou um cover da canção, no estilo de The Ramones. Uma amostra pode ser ouvida em seu site oficial.[3]

## Na cultura popular
- A música tem participação no filme ABBA: The Movie (1977). Esta versão ao vivo apresenta amostras instrumentais de "In the Mood".